# Sentimento antiocidental

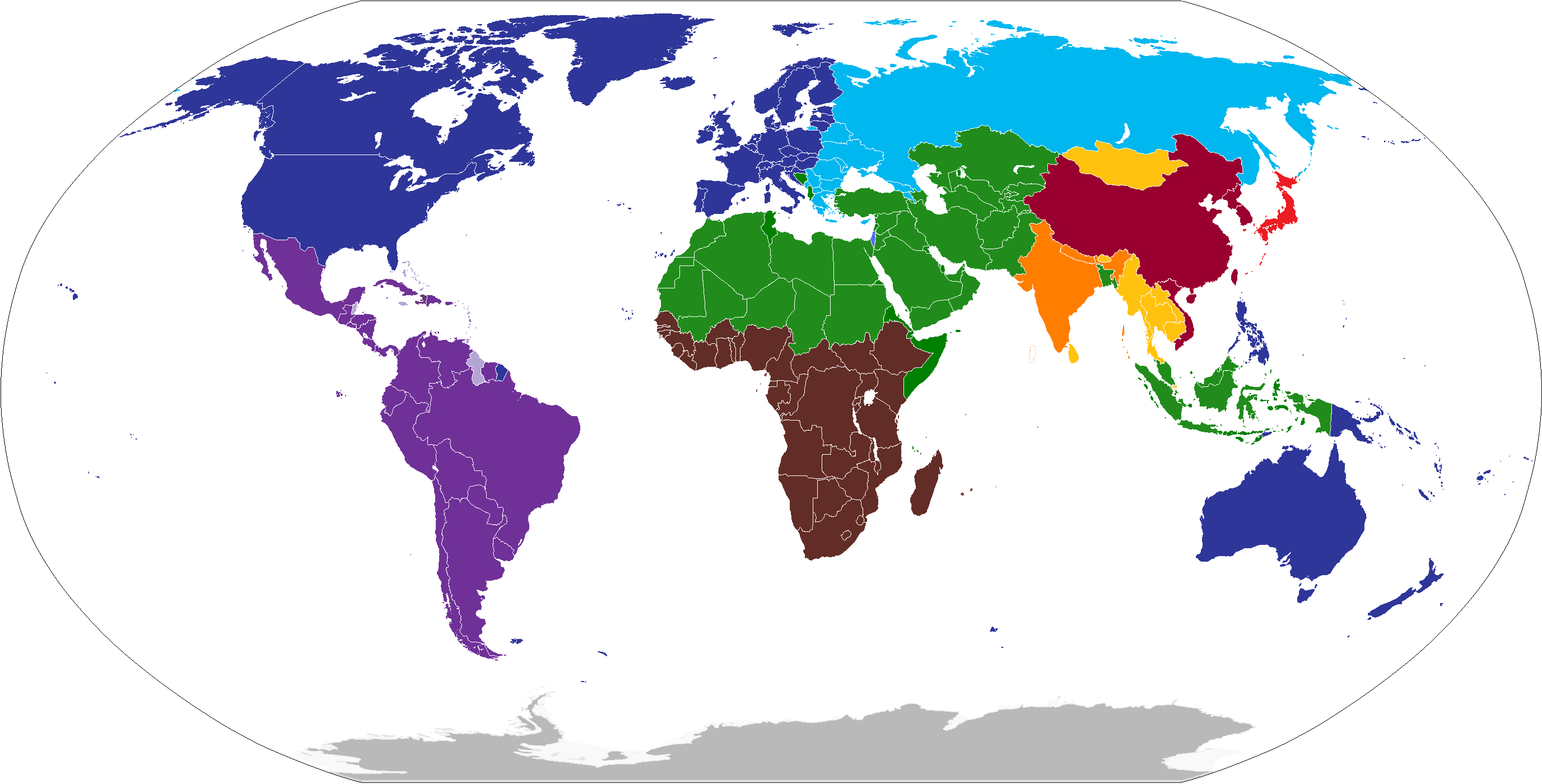
Samuel P. Huntington argumenta na teoria do Choque de Civilizações que após a Guerra Fria, as diferenças culturais entre o Ocidente e outras civilizações serão a principal fonte de conflitos.

Sentimento antiocidental, também conhecido como antiatlanticismo refere-se a ampla oposição ou hostilidade para com o povo, a cultura, os valores, ou políticas do Mundo Ocidental. Em muitos casos, os Estados Unidos e o Reino Unido são objeto de discussão ou de hostilidade, embora para a maior parte, historicamente, ele foi alimentado pelo anti colonialismo e anti-imperialismo. O sentimento antiocidental ocorre em muitos países, até mesmo no próprio Ocidente – especialmente nos países Europeus. Um amplo sentimento antiocidental também existe no mundo Muçulmano contra os Europeus. Outro fator é o apoio em curso por parte de alguns governos Ocidentais —especialmente os Estados Unidos— por Israel.
Após o fim da Guerra Fria, Samuel P. Huntington, argumentou que o conflito internacional em relação a ideologia econômica será substituído pelo conflito em relação as diferenças culturais. Ele argumenta que o regionalismo político e econômico irá cada vez mais deslocar países não-Ocidentais no sentido de engajamento geopolítico com os países que compartilham seus valores. Huntington defende que o mundo Islâmico está enfrentando uma explosão demográfica e, ao mesmo tempo, um crescimento no fanatismo Islâmico, levando à rejeição da Ocidentalização.

## Europa
Nas escolas do ensino secundário de Amesterdão, cerca de metade dos alunos da Moroccan não se identificam com os Países Baixos: eles veem a sua identidade como "muçulmana", e expressam regularmente pontos de vista antiocidentais, mas, no entanto, não querem retornar à sua pátria ancestral.

## Oriente Médio

### Multi-organizações nacionais
A organização Al-Qaeda e a organização ISIS são antiocidentais.

### Turquia
Durante o período Otomano da Turquia uma tradição de ideias antiocidentais começaram a se desenvolver.

## Ásia

### China
O sentimento antiocidental na China tem vindo a aumentar desde o início da década de 1990, especialmente entre os jovens chineses. Incidentes notáveis resultam em uma significativa reação antiocidental que incluem  o bombardeiro da embaixada chinesa pela OTAN em Belgrado (1999), as demonstrações durante o revezamento da tocha Olímpica e a alegação de um viés ocidental pela mídia, , especialmente em relação aos distúrbios no Tibete em 2008. Enquanto pesquisas de opinião pública mostram que os chineses geralmente mantenham visões favoráveis em relação aos Estados Unidos, há ainda a suspeita sobre o ocidente na China em grande parte resultantes de experiências históricas e, especificamente, influenciado pelo "século de humilhação'. Essas suspeitas foram aumentados pela "Campanha de Educação Patriótica" do Partido Comunista.

### Japão
Há uma história crítica do chamado Ocidente na história do pensamento na cultura do Japão.

### Singapura
Lee Kuan Yew, o ex-Presidente de Singapura, argumenta que os países da Ásia Oriental devem basear-se em "valores Asiáticos" - e que países como os Tigres Asiáticos devem aspirar a ter padrões de vida ocidentais, mas sem aceitar instituições e princípios sociais democráticos e liberais.

## Rússia

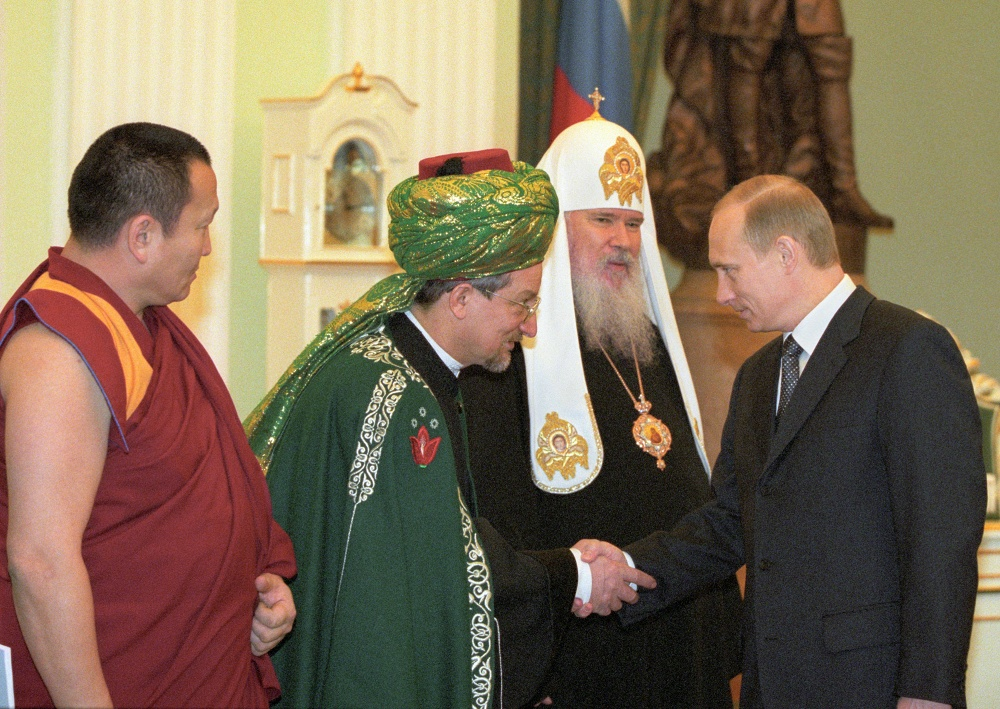
O presidente russo Vladimir Putin com os líderes religiosos da Rússia, 2001. Putin tem promovido o tradicionalismo religioso e rejeitando alguns dos princípios liberais, como a tolerância da homossexualidade.

Após a Guerra Fria, um grupo de políticos na Federação russa tem apoiado explicitamente a promoção do tradicionalismo ortodoxo russo e uma rejeição do liberalismo ocidental.
Alguns políticos ultranacionalistas, tais como Vladímir Jirinóvski, expressam os maiores sentimentos antiocidentais.
Vladimir Putin tem promovido explicitamente políticas conservadores na área social, cultural e política, tanto em seu país quanto no exterior. Putin tem atacado o globalismo e oneoliberalismo, e promoveu novos grupos de reflexão que acentua o nacionalismo russo, a restauração da grandeza histórica da Rússia e sistemática oposição às ideias políticas liberais. Putin tem colaborado estreitamente com a Igreja Ortodoxa russa. O patriarca Kirill de Moscou, líder da Igreja, aprovou a sua eleição, em 2012, afirmando que os termos de Putin era como "um milagre de Deus." A Igreja Ortodoxa russa, por vezes, é hostil para grupos que promovem tendências nacionalistas e antiocidentais.
O governo russo tem restringindo o financiamento externo de algumas Organizações Não-Governamentais pró-liberais. Ativistas pró-russos na antiga União Soviética, frequentemente associavam ao ocidente a homossexualidade e a agenda homossexual, e a lei russa contra a propaganda homossexual foi recebida por figuras políticas nacionalistas e religiosas na Rússia como um baluarte contra a influência ocidental. Em 2017, Putin assinou uma lei sobre a violência doméstica que retiram punições para esses crimes quando for a primeira vez que o agente comete o crime e se o dano a vítima for baixo.
A Lei Iarovaia proíbe o evangelismo por minorias religiosas, o qual foi utilizado para proibir as Testemunhas de Jeová.